# Шашмурина
Шашмурина — деревня в Бердюжском районе Тюменской области России. Входит в состав Уктузского сельского поселения.

## География
Деревня расположена в юго-восточной части региона, в лесостепной зоне, на берегу озера Шашмурино, на расстоянии примерно 330 км от Тюмени.

## Климат
Климат характеризуется как резко континентальный, с длительной морозной зимой и коротким тёплым летом. Средняя многолетняя температура самого холодного месяца (января) составляет −18,3 °С (абсолютный минимум — −47,1 °С), температура самого тёплого (июля) — 18 °С (абсолютный максимум — 38,9 °С). Безморозный период длится в течение 115—125 дней. Среднегодовое количество осадков — 305—315 мм. Снежный покров держится в среднем 160 дней.

## Население
| 2010 |
| ---- |
| 46   |

## Инфраструктура
Личное подсобное хозяйство.

## Транспорт
Просёлочная дорога.